# Посљедњи витезови
„Посљедњи витезови” је југословенски ТВ филм из 1963. године. Режирао га је Даниел Марушић а сценарио је написао Илко Росић по делу Симе Матавуља.

## Улоге
| Глумац              | Улога               |
| ------------------- | ------------------- |
| Шпиро Губерина      |                     |
| Емил Кутијаро       |                     |
| Финка Павичић Будак | (као Финка Павичић) |
| Јосип Петричић      |                     |
| Саша Виолић         |                     |